# Heliconius viridana
Heliconius viridana är en fjärilsart som beskrevs av Hans Ferdinand Emil Julius Stichel 1906. Heliconius viridana ingår i släktet Heliconius och familjen praktfjärilar. Inga underarter finns listade i Catalogue of Life.